# Regionaler Naturpark Forêt d’Orient

Logo des Naturparks

Der Regionale Naturpark Forêt d’Orient (französisch Parc naturel régional de la Forêt d’Orient) erstreckt sich im französischen Département Aube in der Region Grand Est. Er liegt in der Waldlandschaft Forêt d’Orient und wird im Nordosten von den Flüssen Auzon und Aube und im Südwesten von Barse und Seine entwässert. Die Parkverwaltung hat ihren Sitz im Gemeindegebiet von Piney (48° 17′ 19″ N, 4° 23′ 28″ O).
Der Naturpark wurde 1970 gegründet und umfasst eine Fläche von rund 70.000 Hektar und ein Einzugsgebiet von etwa 20.000 Einwohnern. Der Naturpark besteht aus 50 Gemeinden aus den Arrondissements Bar-sur-Aube und Troyes.

## Landschaft

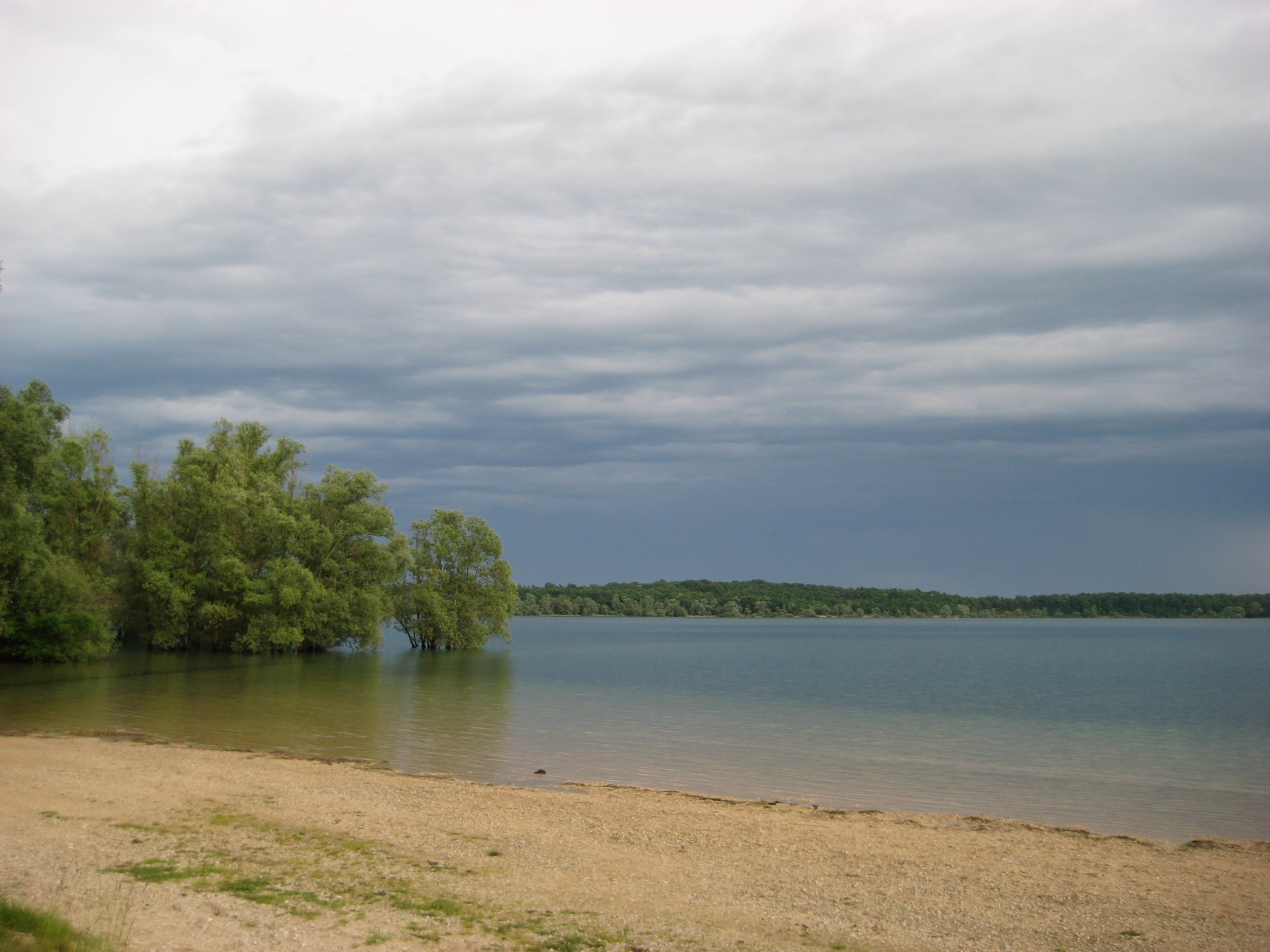
Lac d’Orient

Herzstück des Naturparks sind drei künstlich angelegte Seen, die als Rückhaltebecken für Seine und Aube dienen, bei starker Wasserführung eine Überschwemmung von Paris verhindern und bei geringer Wasserführung einen Ausgleich zur Aufrechterhaltung der Schifffahrt bilden sollen. Sie sind mit Zu- und Ablaufkanälen mit dem jeweiligen Fluss verbunden.
- Lac d’Orient (Oberfläche: 24 km², Volumen: 205 Millionen m³, Flusssystem Seine, Inbetriebnahme: 1966)
- Lac d’Auzon-Temple (Oberfläche: 20 km², Volumen: 148 Millionen m³, Flusssystem Aube, Inbetriebnahme: 1990)
- Lac Amance (Oberfläche: 5 km², Volumen: 22 Millionen m³, Flusssystem Aube, Inbetriebnahme: 1990)

Die Seen liegen in einem Abschnitt der Feuchten Champagne (fr: Champagne humide) und sind von dichten Wäldern und Feuchtgebieten umgeben. Während im Gebiet des Lac d’Auzon-Temple ein Naturschutzgebiet eingerichtet wurde, werden die anderen beiden Seen touristisch und sportiv stark genutzt. Die Randbereiche des Naturparks liegen überwiegend im Bereich der Trockenen Champagne (fr.: Champagne Crayeuse) und sind hauptsächlich landwirtschaftlich genutzt.